# مندریوا لینوکس
مندریوا لینوکس یک توزیع گنو/لینوکس فرانسوی است که به وسیلهٔ شرکت مندریوا توسعه پیدا می‌کند. این توزیع از مدیر بسته آرپی‌ام استفاده می‌کند.
این توزیع از سیستم‌عامل متن باز لینوکس، برای اولین بار با نام مندریک (Mandrake) توسط یک فرانسوی با نام ” Gaël Duval” در ۲۳ ژانویه سال ۱۹۹۸ میلادی منتشر شد. مندریک یا همان مندریوای فعلی در ابتدا نسخهای از ردهت به‌شمار می‌آمد که انعطاف‌پذیری بالا در محیط کاری KDE داشت که کم‌کم با بیشتر شدن محبوبیتش در بین کاربران لینوکس، مستقل گردید. در سال ۲۰۰۵ شرکت مندریک پس از گذراندن یکسری بحرانهای کاری و نیز مشکلات قانونی با یک شرکت برزیلی با نام ” Conectiva” ادغام شد و از آن به بعد این توزیع به «مندریوا» (Mandriva) تغییر نام داد تا امروزه با همین نام به‌عنوان یکی از لینوکسهای محبوب با محیط زیبا و اطمینان بالا مطرح باشد و بسته‌های نرم‌افزاری در این توزیع به شیوه RPM مدیریت می‌شوند.